# Fort Kearny
Fort Kearny foi um posto histórico do Exército dos Estados Unidos fundado em 1848 no Nebraska, tendo funcionado até ao final do século XIX. Este posto avançado estava localizado no Oregon Trail perto da atual localidade de Kearney, que recebeu o seu nome do forte.